# Cycloctenus
Cycloctenus és un gènere d'aranyes araneomorfes de la família dels Cicloctènids (Cycloctenidae). Fou descrita per primera vegada l'any 1878 per L. Koch. Totes les espècies es troben només a Nova Zelanda i Austràlia.

## Taxonomia
El gènere Cycloctenus, segons el World Spider Catalog de 2017, comprèn les 17 espècies següents:
- Cycloctenus abyssinus Urquhart, 1890
- Cycloctenus agilis Forster, 1979
- Cycloctenus centralis Forster, 1979
- Cycloctenus cryptophilus Hickman, 1981
- Cycloctenus duplex Forster, 1979
- Cycloctenus fiordensis Forster, 1979
- Cycloctenus flaviceps L. Koch, 1878
- Cycloctenus flavus Hickman, 1981
- Cycloctenus fugax Goyen, 1890
- Cycloctenus infrequens Hickman, 1981
- Cycloctenus lepidus Urquhart, 1890
- Cycloctenus montivagus Hickman, 1981
- Cycloctenus nelsonensis Forster, 1979
- Cycloctenus paturau Forster, 1979
- Cycloctenus pulcher Urquhart, 1891
- Cycloctenus robustus (L. Koch, 1878)
- Cycloctenus westlandicus Forster, 1964